# HCJB

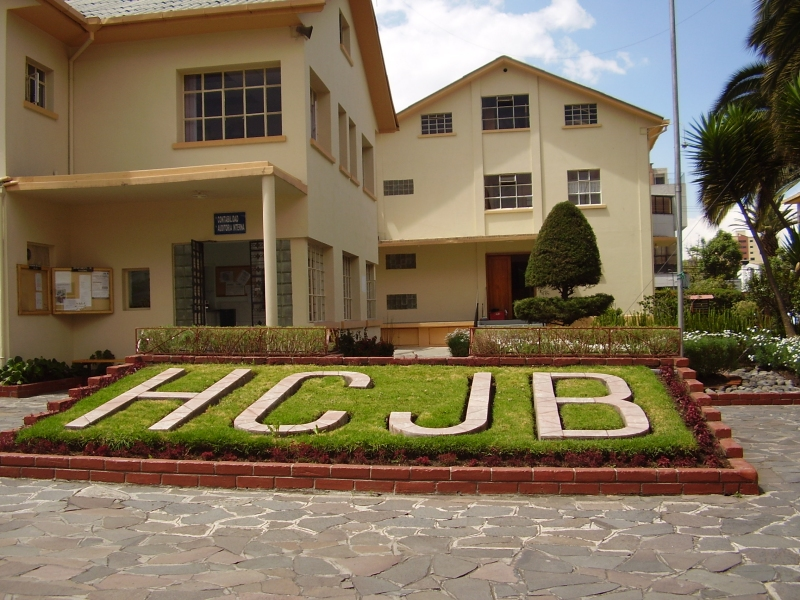
Los terrenos de la estación de radio HCJB en Quito, Ecuador

HCJB, "La Voz de los Andes", fue la primera emisora de radio con programación diaria en el Ecuador y la primera emisora cristiana misionera del mundo. La estación fue fundada en 1931 por Clarence W. Jones, Reuben Larson y D. Stuart Clark. HCJB ahora se enfoca en Ecuador con programación unificada en FM en 89.3 MHz en Pichincha, en 92.5 MHz en Manabí, en 96.1 MHz en Tungurahua y Cotopaxi, en 98.3 MHz en Esmeraldas y con programación separada en AM en 690 kHz. Las transmisiones en español e idiomas indígenas en 6.05 MHz (1 kW) continúan de manera intermitente con un nuevo transmisor de estado sólido que en 2017 reemplazó a un transmisor más antiguo (5 kW). Estas transmisiones no figuraban en el sitio web en inglés de HCJB a partir de febrero de 2016.

## Historia
La estación de radio HCJB comenzó como la visión de Clarence Wesley Jones (1900–1986), músico, graduado del Instituto Bíblico Moody e hijo de un ministro del Ejército de Salvación. Después de graduarse de Moody, Jones trabajó con el evangelista Paul Rader y formó parte del personal fundador del Chicago Gospel Tabernacle, donde Jones ayudó a dirigir música, trabajar con jóvenes y supervisar el ministerio de radio semanal de Rader llamado "WJBT" (Donde Jesús bendice a miles).  Impresionado por el impacto que había tenido el ministerio de radio de Rader, Jones se sintió llamado a establecer una radio misionera en América Latina. Como resultado, Jones viajó a Venezuela, Colombia, Panamá y Cuba en un viaje de siete semanas en 1928 en busca de una ubicación adecuada para su estación de radio prevista, pero no pudo obtener los permisos gubernamentales necesarios.  De vuelta en Chicago, casi dos años después, Jones conoció a los misioneros de Christian & Missionary Alliance (CMA) de Ecuador: Reuben y Grace Larson, John y Ruth Clark y Paul y Bernice Young. Estos misioneros alentaron a Jones a considerar a Ecuador como el lugar para iniciar su estación de radio misionera.

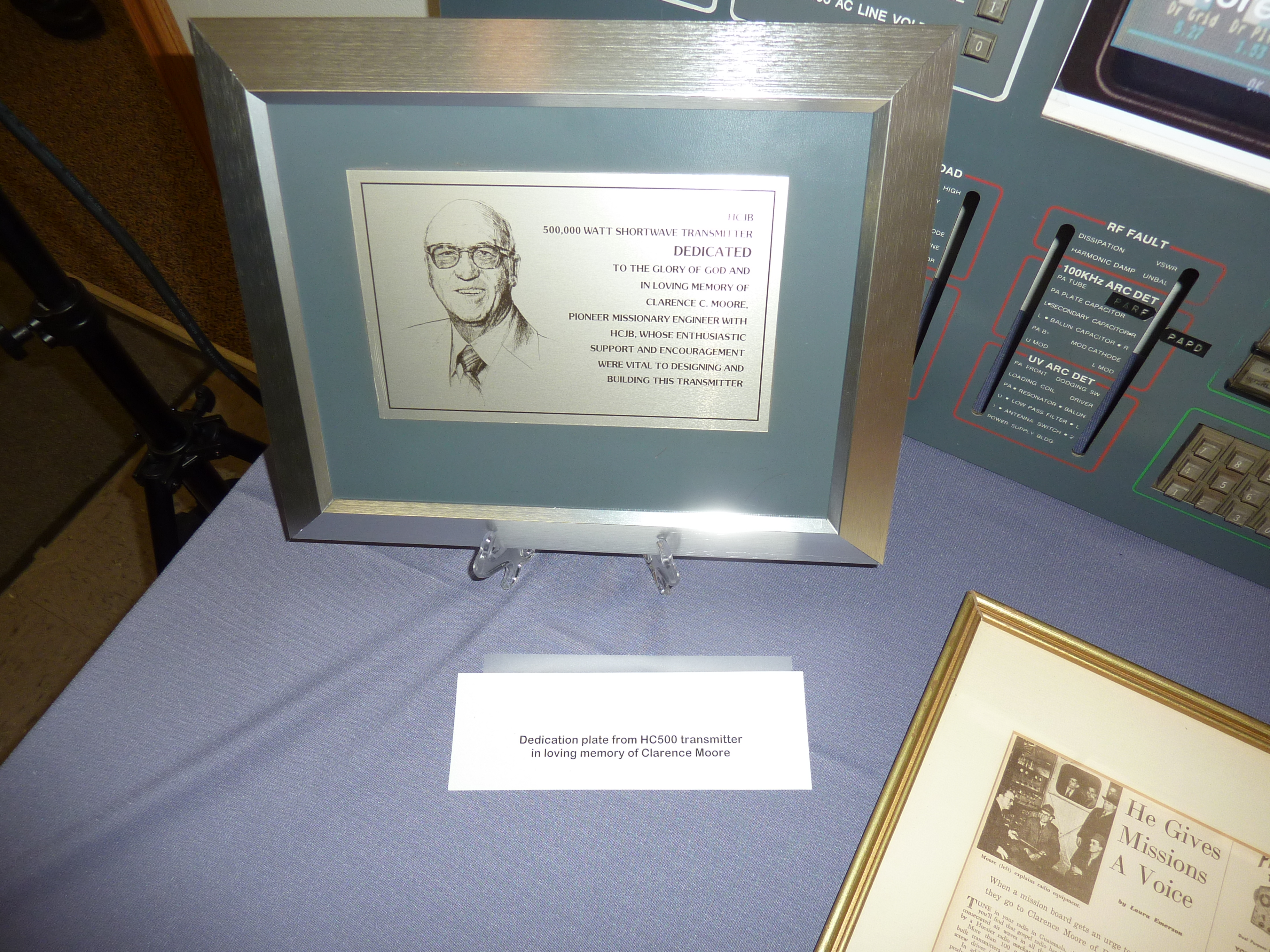
Clarence C. Moore es recordado por su contribución en el desarrollo de un transmisor de 500 000 vatios para HCJB. Falleció dos años antes de que el proyecto se completara en 1981.

Como primer paso para cumplir su visión, Jones necesitaba obtener un contrato de aprobación del gobierno ecuatoriano para establecer la estación de radio. Reuben Larson y D. Stuart Clark, junto con el abogado ecuatoriano Luis Calisto, trabajaron para conseguir el contrato inicial. El 15 de agosto de 1930, el Congreso ecuatoriano aprobó un proyecto de ley que otorgaba a Jones un contrato de 25 años para operar una estación de radio en el país.
Como ocurre con todos los países que tienen un órgano rector sobre las operaciones de transmisión, las letras de identificación HCJB se obtuvieron a través del gobierno de Ecuador, comenzando con el prefijo asignado internacionalmente para las estaciones de transmisión de Ecuador (HC). Los cofundadores de la estación, Jones y Larson, abogaron por, y el gobierno les otorgó, letras de identificación que eran un acrónimo indicativo del propósito acordado de las estaciones. El resultado fue Anunciando las Bendiciones de Cristo Jesús. En español (uno de los idiomas de transmisión originales de la estación sudamericana), las letras de identificación representan Hoy Cristo Jesús Bendice.
Jones incorporó World Radio Missionary Fellowship, Inc. (WRMF) el 9 de marzo de 1931 como una entidad sin fines de lucro y una organización supervisora de HCJB. Jones también fue el primer presidente de la corporación sin fines de lucro. Los primeros funcionarios de la corporación fueron Adam Welty como tesorero, Ruth Churchill, secretaria, y Lance Latham y su esposa, Virginia, junto con Howard Jones y Reuben Larson como miembros de la junta directiva.
La primera transmisión de HCJB el día de Navidad de 1931 tenía el potencial de ser escuchada por los seis receptores de radio capaces de recibir el programa y existentes en el país en ese momento.[5] El programa inaugural fue transmitido en inglés y español desde un estudio en la sala de estar de los Jones y alimentado por un transmisor de mesa de 200 vatios. La antena utilizada era una antena simple de un solo cable colgada entre dos postes telefónicos improvisados. La transmisión duró 30 minutos.

## Frecuencias, QSLs y programación
Inicialmente, HCJB solo transmitía programas en inglés y español. En 1941, sin embargo, se agregaron programas en vivo en ruso, sueco y quichua. Para 1944, la estación había emitido programación en 14 idiomas, incluidos programas en vivo en checo, holandés, francés y alemán. Los programas en idiomas como árabe, italiano y hebreo se grabaron en otros lugares y se enviaron a Quito en grandes discos de transcripción de aluminio recubiertos de acetato. Para 1967, se agregaría programación en vivo en portugués y japonés.
Luego de los primeros años de transmisiones de HCJB en 50,26 metros (5,986 MHz), las frecuencias de onda corta utilizadas por HCJB para sus transmisiones desde Quito fueron 6,05 MHz, 9,745 MHz, 11,775 MHz y 15,155 MHz. A medida que aumentaba la potencia de transmisión de la estación, los entusiastas de la radio de onda corta en América del Norte comenzaron a recibir las transmisiones de la estación y enviaron informes de recepción para proporcionar a los ingenieros de HCJB información sobre la intensidad y la calidad de la señal de la estación.

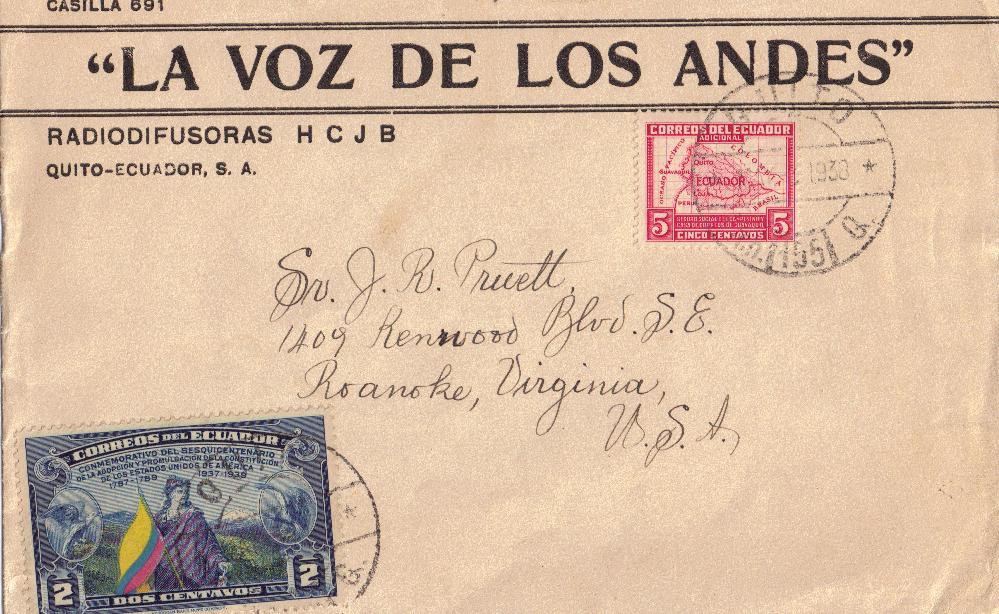
Un sobre HCJB con matasellos de 1938 que contenía una tarjeta QSL enviada al destinatario

Dado que una práctica popular en el pasatiempo de escuchar radio de onda corta era solicitar una tarjeta QSL, HCJB comenzó a crear sus propias QSL en 1932. En la década de 1970, la estación era una de las estaciones de onda corta más poderosas y de mayor recepción. HCJB se escuchó en todo el mundo y recibió cientos de cartas cada semana con informes de recepción de DXers de onda corta. El departamento de correspondencia de HCJB respondería en especie a sus oyentes con tarjetas QSL y tratados cristianos. A medida que las solicitudes de QSL se hicieron más frecuentes, el misionero e ingeniero de radio de HCJB, Clayton Howard, sugirió que se creara un club de oyentes de onda corta. En 1974, comenzó Andes DXers International (o "ANDEX"). Los miembros recibirían un certificado de membresía y una tarjeta de membresía con el nombre del miembro y el número de miembro individual, junto con la firma de Howard. Se envió un boletín mensual (luego bimensual) a los miembros. ANDEX finalmente tuvo miles de miembros y continuó como un servicio de HCJB hasta 1996.
Desde el primer año de transmisión de la estación, los miembros del personal produjeron la propia programación de radio original de HCJB. La programación original de HCJB ha variado desde programas completamente en quichua (el idioma principal de la gente de los Andes), programas de música andina, programación de música cristiana, programas de conversación y lectura de correo con correo recibido de oyentes de todo el mundo, estudio y enseñanza de la Biblia. programas y programación con información sobre cómo escuchar radio de onda corta. Algunos de los programas más populares producidos por HCJB a lo largo de los años han sido "Morning in the Mountains", "Musica del Ecuador", "Musical Mailbag", "Happiness Is" y "DX-Partyline". "DX-Partyline" fue presentado desde su inicio por el misionero de HCJB Clayton Howard y su esposa, Helen. El programa se escuchó durante más de 40 años, dos veces por semana, e incluía la lectura de cartas de oyentes de onda corta de todo el mundo, así como informes de recepción y DX enviados a la estación. "DX-Partyline" también incluía consejos para escuchar radios de onda corta, información sobre antenas y revisiones de equipos. Desde la emisora de Quito también se transmitían programas no producidos por HCJB[9]. Típicamente de naturaleza religiosa, algunos de los programas no producidos por HCJB transmitidos desde la estación fueron "Unshackled!" de Pacific Garden Mission, Hour of Decision de la Asociación Evangelística Billy Graham, "Wonderful Words of Life" del Ejército de Salvación y Moody Bible Institute. "Nightsounds" de la estación de radio WMBI-FM con Bill Pearce, [10] entre muchos otros. Gran parte de la programación original de HCJB también incluía música grabada, producida e interpretada por misioneros de HCJB. Gran parte de la transmisión de música producida por HCJB en la estación también estaba disponible en álbumes de discos LP y más tarde en cintas de casete.
En diciembre de 1995, el programa Media Network de Radio Holanda visitó el sitio del transmisor en Pifo con dos miembros del equipo de producción de HCJB. El programa se puede encontrar en la bóveda antigua de Media Network. https://jonathanmarks.libsyn.com/mn-

## Hitos y logros

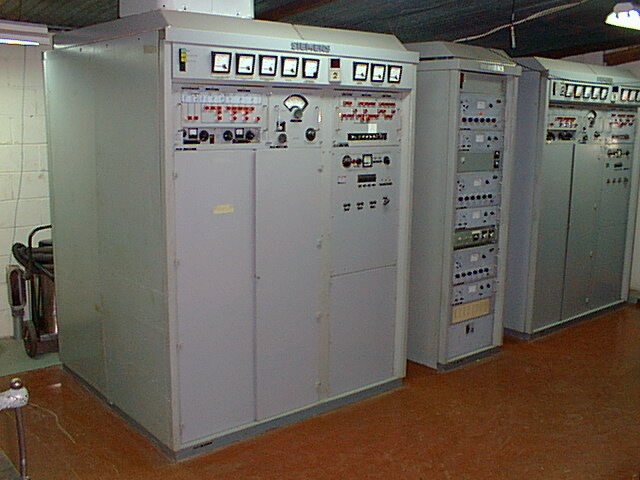
Un transmisor de banda lateral única de Siemens en el sitio del transmisor internacional de la estación de radio HCJB en Pifo, Ecuador

1931: la primera transmisión de la estación con un transmisor de 200 vatios diseñado y construido por el ingeniero de HCJB, Eric Williams.
1936 - Se agrega un transmisor de onda media RCA.
1937 - Se agrega un transmisor de 1000 watts diseñado y construido por el Ingeniero Victoriano Salvador de HCJB.
1940: la estación agrega un transmisor de 10,000 vatios diseñado y construido por el ingeniero de HCJB, Clarence C. Moore, lo que permite que la señal de transmisión de la estación llegue a todo el mundo.
1940: Clarence Moore inventa y luego patenta una antena "Cuádruple" (no es lo mismo que las antenas cuádruples cúbicas actuales) y la pone en uso en HCJB.
1952: la estación traslada su transmisión de onda corta a un nuevo sitio en Pifo, Ecuador.
1956: HCJB comienza a transmitir con su primer transmisor de alta potencia de 50 000 vatios diseñado por el ingeniero de HCJB, Herb Jacobson, y construido por los ingenieros y el personal de HCJB.
1965 - La propia planta hidroeléctrica de la estación en Papallacta comienza a generar electricidad para alimentar transmisiones de onda corta desde Pifo. [cita requerida]
1967: la estación compra tres transmisores de onda corta RCA de 100 000 vatios. Las unidades requirieron una extensa reelaboración y entraron en servicio en 1968, 1969 y 1970. [cita requerida]
1979 - Se completa la construcción de una antena orientable. [cita requerida]
1981 - Se pone en uso un transmisor de onda corta de 500.000 vatios capaz de superar cualquier intento de interferencia ruso. El transmisor fue diseñado y construido por ingenieros de HCJB en las instalaciones prestadas por Clarence Moore en Crown International en Elkhart, Indiana.
1982 - Se agrega una segunda planta hidroeléctrica en Papallacta para proporcionar energía para las transmisiones de onda corta de la estación. [cita requerida]
1986 - Se crea el Centro Mundial de Ingeniería de Radio HCJB (ahora llamado SonSet Solutions) en las instalaciones de Crown International bajo la dirección de David Pasechnik. El objetivo era diseñar y construir transmisores de onda corta HC100 (100.000 vatios) para HCJB y los contribuyentes del ministerio en el desafío "World by 2000".
1990 - El primer transmisor HC-100 (100,000 watts) sale al aire en Quito, Ecuador. Desde entonces, World Radio Missionary Fellowship, Inc. construyó y puso en uso ocho HC-100 más en Ecuador, Suazilandia y Australia.
1992 - HCJB "planta" una estación de radio en Bukavu, Zaire. La estación usó un transmisor FM portátil diseñado y construido por el personal del Centro de Ingeniería HCJB. [cita requerida]
Los miembros del personal de HCJB Global Technology están involucrados en la investigación, el desarrollo, la capacitación y el soporte técnico para las estaciones de radio AM, FM y de onda corta, así como en la distribución satelital y los servicios de Internet basados en satélites. En los últimos años, desarrollaron sistemas de automatización de estaciones y una radio SonSet de sintonización fija, alimentada por energía solar, que se puede presintonizar para captar una estación de radio cristiana específica. El personal de HCJB Global ha estado activo en equipos y software pioneros para una forma de transmisión de radio digital llamada DRM.

## Fin de una era de radiodifusión

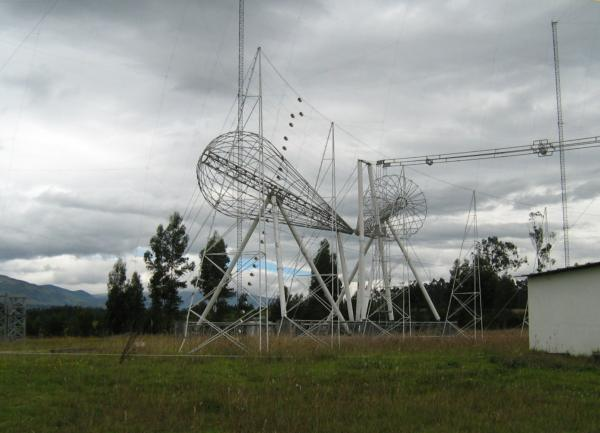
"Antena mezcladora" orientable de HCJB en Pifo, Ecuador

Después de casi 80 años de transmisión de onda corta desde Ecuador, la estación de radio HCJB finalizó sus extensas transmisiones de onda corta en todo el mundo el 30 de septiembre de 2009. El sitio del transmisor internacional en Pifo fue desmantelado para dar paso al nuevo aeropuerto de la ciudad de Quito. Según el presidente global de HCJB, Wayne Pederson, el cambio se realizó porque “la forma en que las personas consumen medios ha cambiado, por lo que tenemos la oportunidad de cambiar a sistemas de entrega como satélite, AM/FM e Internet. El cierre de la onda corta en Latinoamérica es estratégico por la plantación de radios locales en toda la región y en todo el mundo. Estas estaciones son atendidas y programadas por cristianos locales que pueden hablar de la cultura en sus propias comunidades.” El enfoque de HCJB Global ahora es “plantar radios”: ayudar a los ministerios cristianos locales a comenzar a implementar su propio ministerio de radio cristiana. En todo el mundo, más de 350 estaciones locales han recibido asistencia en este tipo de esfuerzo, incluidas casi 60 estaciones solo en América Latina. Aunque la estación histórica y los sitios de transmisión en Ecuador ya no operarán en las bandas de onda corta, las transmisiones de onda corta continúan desde el sitio de HCJB Global Australia en Kununurra, Australia y desde sitios de transmisión comercial y sitios de transmisión de ministerios asociados en todo el mundo. HCJB todavía se puede escuchar en 6050 kHz desde el Monte Pichincha, cerca de Quito, con español y lenguas indígenas de Ecuador. La antena de doble dipolo (CT2/1/0.3)  está diseñada para cubrir solo Ecuador, pero la señal de 5 kW se escuchó en todo el mundo de vez en cuando. Con el reemplazo del transmisor de 5 kW de 40 años con un nuevo estado sólido de 1 kW en 2017, se convirtió en un desafío aún mayor para los oyentes de DX, pero aún se escucha en Ecuador.